# کنکورد، آرکانزاس
کنکورد (به انگلیسی: Concord) یک شهرک در ایالات متحده آمریکا است که در شهرستان کلیبرن، آرکانزاس واقع شده‌است. کنکورد ۷٫۴۳ کیلومتر مربع مساحت و ۲۴۴ نفر جمعیت دارد و ۳۱۸ متر بالاتر از سطح دریا واقع شده‌است.